# Intersecting Storage Rings
Die Intersecting Storage Rings (ISR) waren zwei gegenläufige Protonen-Speicherringe mit etwa 300 m Durchmesser am CERN, die von 1971 bis 1984 betrieben wurden.

## Geschichte
Erste Vorschläge, Kernreaktionen durch Kollision von Teilchen zweier Teilchenstrahlen herbeizuführen sind in einem Patent von Rolf Wideröe aus dem Jahre 1943 beschrieben.
Im Jahr 1956 erarbeitete eine Gruppe an der Midwestern Universities Research Association (MURA) Vorschläge, wie Teilchenpakete in Speicherringen mittels Beam Stacking gesammelt, und anschließend zur Kollision gebracht werden könnten. Durch die Kollision von Teilchen entgegengesetzter Richtung lässt sich die zugeführte Energie weit besser nutzen, als bei der Kollision mit einem statischen Target, wo ein erheblicher Teil der Energie infolge des Impulserhaltungssatzes in der mittleren kinetischen Energie der Fragmente verloren geht.
Nach der Inbetriebnahme des 28 GeV Proton Synchrotrons (PS) am CERN im Jahr 1959 wurden die MURA-Vorschläge aufgenommen und weiter ausgearbeitet, da auf diese Weise die effektiv nutzbare Energie des PS von 7 GeV auf 56 GeV gesteigert werden konnte. Zur Erprobung des MURA-Konzepts wurde ein Speicherring für Elektronen CESAR gebaut. Im Jahr 1964 wurde ein Vorschlag zum Bau der ISR eingereicht und im folgenden Jahr bewilligt, Frankreich stellte ein an das CERN-Gelände angrenzendes Gebiet von etwa 40 Hektar zur Verfügung, auf dem im Januar 1966 der Bau begann.
Der erste Ring wurde im Oktober 1970 zu Testzwecken in Betrieb genommen, der zweite Ring folgte im Januar 1971. Erste Kollisionen fanden am 27. Januar 1971 statt.
Die offizielle Einweihung und Inbetriebnahme der ISR erfolgte im Oktober 1971.
An den ISR wurde umfangreiche Erfahrung im Betrieb von Kollisions-Speicherringen gesammelt, z. B. wurde hier die Technik der stochastischen Kühlung entwickelt.
Diese Erfahrung wurde genutzt, um im Jahr 1979 am Super Proton Synchrotron (SPS) Kollisionsexperimente zwischen Protonen und Antiprotonen durchzuführen.
Im Juni 1984 wurde der Betrieb eingestellt, die Belegschaft wechselte zum Large Electron-Positron Collider.

## Technik
Die zwei Ringe hatten einen Durchmesser von jeweils 300 m, einen Öffnungsquerschnitt von 160 × 52 mm und befanden sich in einem 15 m weiten Tunnel. Zwischen beiden Ringen gab es acht Kreuzungspunkte, an denen Partikelpakete zur Kollision gebracht werden konnten. Die ISR befanden sich etwa 200 m vom PS entfernt und waren zur Befüllung mit Protonen durch je einen Tunnel pro Richtung mit dem PS verbunden. Die Beschleunigung der Protonen erfolgte im PS, allerdings konnten die Protonen in den ISR auf bis zu 31,4 GeV nachbeschleunigt werden.
Um eine ausreichende Luminosität zu erreichen, musste die Partikelzahl pro Teilchenpaket gegenüber der vom PS gelieferten Partikelzahl mittels Beam Stacking erheblich gesteigert werden. Es wurden bis zu 400 vom PS gelieferte Pakete auf einem 60–70 mm breiten und 3–10 mm hohen Orbit gesammelt, und dort typischerweise 11 Stunden, in einem Einzelfall sogar 345 Stunden lang gespeichert.
Insbesondere die hohen Strahlströme von mehreren Ampere und die lange Verweildauer des Strahls stellte neue Anforderungen an die Magnetsysteme und die Vakuumqualität der Stahlrohre.
Während der Betriebszeit wurde das evakuierte Strahlrohr mehrmals durch einen außer Kontrolle geratenen Protonenstrahl getroffen und durchlöchert.